# ねずみ島
ねずみ島（ねずみしま）は、日本の無人島。愛媛県八幡浜市真網代に属する。かつては、海水浴場として開発されていたが、現在は閉鎖されている。なお、島全体が個人が所有する私有地となっている。また、1981年（昭和56年）4月14日、愛媛県により、自然海岸保全条例に基づいて「ねずみ島海岸自然海浜保全地区」が指定されているが、指定個所はねずみ島対岸の四国本島側の海岸部のみであり、ねずみ島側は指定されていない。

## 概要
愛媛県八幡浜市真網代の大釜地区の沖約100mの位置にあり、干潮時には四国本島と陸続きとなるタイダル・アイランドである。なお干潮時に渡ることができる様になるのは、1回約30分程度である。島名の由来は、島の形がネズミに似ていることで、かつてねずみ騒動が発生した宇和海に所在はするが、地元住民の話では特にネズミの多かった島でもないという。島の周囲は崖となっており、内部へ立ち入ることは難しい。
面積0.008km2（8,000m2）の小島であるが、1970年（昭和45年）に、真穴観光協会によって海水浴場として開発が開始され、島内には売店の他に貸しボート店、バンガローが整備された。往時には、夏場の海水浴客と潮干狩りでにぎわっていたという。また海水浴場が現役の際には、数件の水難事故があったとのことで、犠牲者供養のための地蔵が島内に建てられており、2018年時点で現存している。この海水浴場は、時期は不明ながらすでに閉鎖されおり、2018年時点で閉鎖から長い年月が経過し、島内には当時の小径や各施設の建物の遺構が残されている。加えて、施設の閉鎖後も島内に電柱が建っており、電線も引かれている。
海水浴場が閉鎖された後は、往時の賑わいは無くなったものの、地域住民を中心に潮干狩りで訪れる人がいる。また冬季は、だるま夕日の撮影スポットとしても知られている。

## アクセス
最寄り駅は、JR四国・予讃線の八幡浜駅である。八幡浜駅から、穴井行のバス（宇和島自動車）に乗車し、大釜バス停にて下車して、徒歩数分程度で到着する。